# Gotoea typica
Gotoea typica är en nässeldjursart som beskrevs av Uchida 1927. Gotoea typica ingår i släktet Gotoea och familjen Corymorphidae. Inga underarter finns listade i Catalogue of Life.